# Котешка видра
Котешката видра (Lontra felina) е вид хищник от семейство Порови (Mustelidae).

## Разпространение
Среща се в югозападните части на Южна Америка – Чили, Перу, Аржентина. И в трите държави е защитен вид.